# 異状死体
異状死体（いじょうしたい）とは、日本法医学会の見解によれば、医師によって病死であると明確に判断された内因死による死体以外の死体のこと。具体的には、外因死や医療事故による死亡、不詳の死（病死か外因死か判断が下せない死）などが相当する。医師が検案によって異状死体であると判断すると、医師法第21条「異状死体等の届出義務」に基づき、24時間以内に所轄警察署に届け出なければならない。最高裁判例にて「医師法２１条にいう死体の『検案』とは，医師が死因等を判定するために死体の外表を検査すること」と判示されているものの、同規定に基づいて届け出るべき死の範囲には対立する見解が存在しており、明確な共通見解はいまだ存在していない。届け出後、必要があると判断されれば、司法解剖・行政解剖に回される。

## 異状死体の死因
異状死体の死因を以下に示す。異状死体は急死、特に内因性急死が多いため、通常の死因割合とは異なるところが多い。 
- 内因性急死とは、外見は健康に見えるが医師の診断の得られていない突然死や急性発症後24時間以内の不測死のことを言い、簡単に言えば病気による異状死のことを言う。

### 種類別割合及び主要死因
- 病死　64.9% 
  - 虚血性心疾患　43.0%
  - その他の心疾患　7.8%
  - 脳血管疾患　13.0%
  - 大動脈～毛細血管疾患　3.3%
  - 肺炎　4.2%
  - アルコール性肝疾患　5.9%
  - その他　22.7%
- 災害　10.9%
  - 交通事故　32.0%
  - 転倒・転落　16.2%
  - 溺死　14.9%
  - 窒息　15.1%
  - 焼死　8.2%
  - 中毒　3.8%
  - その他　9.7%
- 自殺　18.6%
  - 縊死　59.0%
  - 飛び降り　20.3%
  - 交通機関　6.4%
  - 溺死　3.5%
  - その他　10.8%
- 司法関係・他殺　2.1%
- その他・不詳の外因　1.4%
- 不詳の死　2.1%

※平成13年（2001年）の資料による。

### 死因の詳解
虚血性心疾患
心筋梗塞や心筋炎など。午前中に多い。
脳血管疾患
クモ膜下出血が主。前交通枝動脈瘤の破裂によるものも多い。
肺炎
肺結核は世界に比べると多く、また増加傾向。肺動脈血栓塞栓症（エコノミークラス症候群）も多い。
老人の異状死
高齢化社会の影響（さらに核家族化も影響に拍車）で増加傾向である。若年者と比較して体力が劣るため、夏場の熱中症と冬場の入浴関連死が多い。入浴関連死とは入浴中の血圧の上昇によって脳出血や脳症などによる意識障害が起こることにより溺死したり、単に浴槽内で足を滑らせて溺死すること。浴室内で転倒し死亡すること、入浴前後の寒冷暴露等による急性脳循環障害による死亡等、入浴行為に関わり発生した死亡を指す。